# ホッラマーバード
ホッラマーバード（ペルシア語: خرم آباد; Khorram Ābād  発音）はイラン西部ロレスターン州の州都。2005年の統計で人口は339,759人。ザグロス山中に位置する。都市中心部の南方3kmにホッラマーバード空港がある。
ロル語を語るイラン民族であるロル族が人口上優勢である。ロルの遊牧部族は夏季に、市内の諸バーザールで手工芸品を売るためホッラマーバードに入る。
めぼしい観光地はないが、風光明媚の地であり、5カ所の旧石器時代の穴居住居遺跡などが名所として挙げられる。都市中心部にはファラコルアフラーク（諸天の天）と呼ばれる城塞がそびえる。これはサーサーン朝期の遺跡で、現在は全国的に有名な博物館となっている。
経済的には農業産業の地域拠点となっている。

## 高等教育機関
- ロレスターン医科大学
- ロレスターン大学
- イスラーム自由大学ホッラマーバード